# Kerttu Niskanen
Kerttu Niskanen (født 13. juli 1988) er en finsk langrendsløber.
Niskanen vandt hendes første olympiske medalje, da hun vandt sølv ved Vinter-OL 2014 i Sotji, i den klassiske 10 km-turnering, hvor hun tabte guldmedaljen til norske Therese Johaug med blot 0,4 sekunder. Hun blev også nummer fire i skiathlon.
Hendes bror Iivo er også langrendsløber, 3x OL-guldvinder i 50- og 15 km klassisk ved både Vinter-OL 2018 i Pyeongchang og Vinter-OL 2022 i Beijing og sprint ved Vinter-OL 2014 i Sotji.
Niskanen har i alt vundet tre OL-sølvmedaljer, ved legene i 2014, 2018 og senest i 2022.